# زتين السفلي (زيلايي)
زتین السفلی (بالفارسية: زتین سفلی) هي قرية تقع في إيران في قسم زیلایی الريفي. يقدر عدد سكانها بـ 115 نسمة بحسب إحصاء 2016.